# 보배산
보배산(寶賠山)은 대한민국 충청북도 괴산군 칠성면 태산리에 있는 높이 750m의 산이다.

## 같이 보기
- 한국의 산